# Passerelle de Niouc
La Passerelle de Niouc o il Pont de l'Araignée, è un ponte pedonale sospeso, situato in Svizzera.
Più precisamente si trova nel Canton Vallese, nei pressi di Niouc, e supera il fiume Navizence.

## Storia
È stato inizialmente costruito nel 1922 come canalizzazione per le acque e via d'accesso tra i due lati della valle, ma in seguito fu chiuso a causa di un peggioramento dello stato del ponte, fino al 1996, quando un gruppo di volontari decise di risanarlo.
Fu ancora accessibile a partire dal 1997.
Da quel momento il ponte diventò un'attrazione turistica, trasformandosi anche in postazione di bungee jumping.